# 西枇杷島駅
西枇杷島駅（にしびわじまえき）は、愛知県清須市西枇杷島町川口にある、名古屋鉄道名古屋本線の駅である。駅番号はNH39。

## 歴史
開業当初、駅舎は現状より須ヶ口駅寄りに位置したが、太平洋戦争後に現在地へ移設された。
かつては列車待避設備を備えた準急の標準停車駅であったが、1987年（昭和62年）に待避設備が新設された二ツ杁駅が旧・西枇杷島町の中心駅として整備され、二ツ杁駅の準急停車駅昇格と同時に当駅は普通列車のみの停車駅に降格した。列車待避もホームが狭い当駅ではあまり行われなくなり、2019年（平成31年）3月ダイヤ改正で全廃。プラットホーム改良工事に伴い待避線は撤去された。

### 年表
- 1914年（大正3年）1月23日 - 開業。
- 1920年（大正9年）以前 - 一宮線の枇杷島橋駅 - 下小田井駅間に下砂杁信号場を設置して当駅との間のデルタ線を形成[5]。
- 1940年（昭和15年）頃 - 戦時貨物輸送強化のためデルタ線上に貨物線を増設[5]。
- 1944年（昭和19年） - 戦時中のため旅客営業を休止し貨物駅となる[5]。
- 1949年（昭和24年）8月1日 - 枇杷島橋駅廃止の代替として旅客営業再開。待避線を新設。信号扱い上、下砂杁信号場を統合しデルタ線を駅構内とする[8]。
- 1966年（昭和41年）2月10日 - 貨物営業廃止[9]。
- 1970年（昭和45年）12月25日 - 準急停車駅に昇格[10]。
- 1987年（昭和62年）11月27日 - 隣の二ツ杁駅が準急停車駅となり、当駅は普通停車駅となる[4]。
- 2004年（平成16年）
  - 2月28日 - 駅集中管理システム導入。駅員未配置駅化[11]。ただし、運転業務を取り扱うために駅員、および駅長も配属されていた。
  - 3月15日 - トランパス導入。
- 2011年（平成23年）2月11日 - ICカード「manaca」の利用が可能となる。
- 2012年（平成24年）2月29日 - トランパスの使用を終了。
- 2019年（平成31年・令和元年）
  - 3月16日 - ダイヤ改正により待避線使用停止[6]。
  - 11月下旬 - 待避線撤去工事実施[7]
- 2021年（令和3年）1月16日 - 新駅舎供用開始。従来の構内踏切は廃止されたが、北駅舎・ホーム間の構内踏切が新設された[12]。

構内配線の変遷 帰属：国土交通省「国土画像情報（カラー空中写真）」　配布元：国土地理院地図・空中写真閲覧サービス

## 駅構造
駅集中管理システムが導入された無人駅（管理元は神宮前駅）。4両編成対応の地上駅で、6両編成の列車が停車するときは後ろ2両がドアカットされる。利用者や停車本数は少ないものの、駅構内には超高密度運行区間の平面交差である枇杷島分岐点があり、安全運行上は非常に重要な駅である。
かつては待避線を持つ2面4線の配線構造だったが、2019年（令和元年）度に着工した駅改良工事により上下待避線が撤去され、相対式2面2線に改造された。上り、下りそれぞれのホームに直結する駅舎が建設され、2021年（令和3年）1月16日に供用開始した。新駅舎改札内で互いのホームの行き来はできない。新駅舎の供用開始後も上りホームの裏にある線路は残されており、ホームへは新設された構内踏切で繋がっている。駅舎内には自動券売機（継続manaca定期券および新規通勤manaca定期券の購入も可能ではあるが、クレジットカードでの決済は7:00~22:00の間に限られる）と自動精算機（ICカードのチャージ等も可能）を1台ずつ備えている。
名鉄岐阜方面をJR東海道本線と東海道新幹線の跨線橋、名鉄名古屋方面を愛知県道67号名古屋祖父江線・愛知県道190号名古屋一宮線（美濃街道、岐阜街道、鮎鮨街道、国道22号の旧道）の踏切に挟まれており、ホームの拡張余地はほとんどない。

### のりば
| 番線 | 路線          | 方向 | 行先                         |
| ---- | ------------- | ---- | ---------------------------- |
| 1    | NH 名古屋本線 | 下り | 名鉄一宮・名鉄岐阜・津島方面 |
| 2    | NH 名古屋本線 | 上り | 名鉄名古屋・金山方面         |

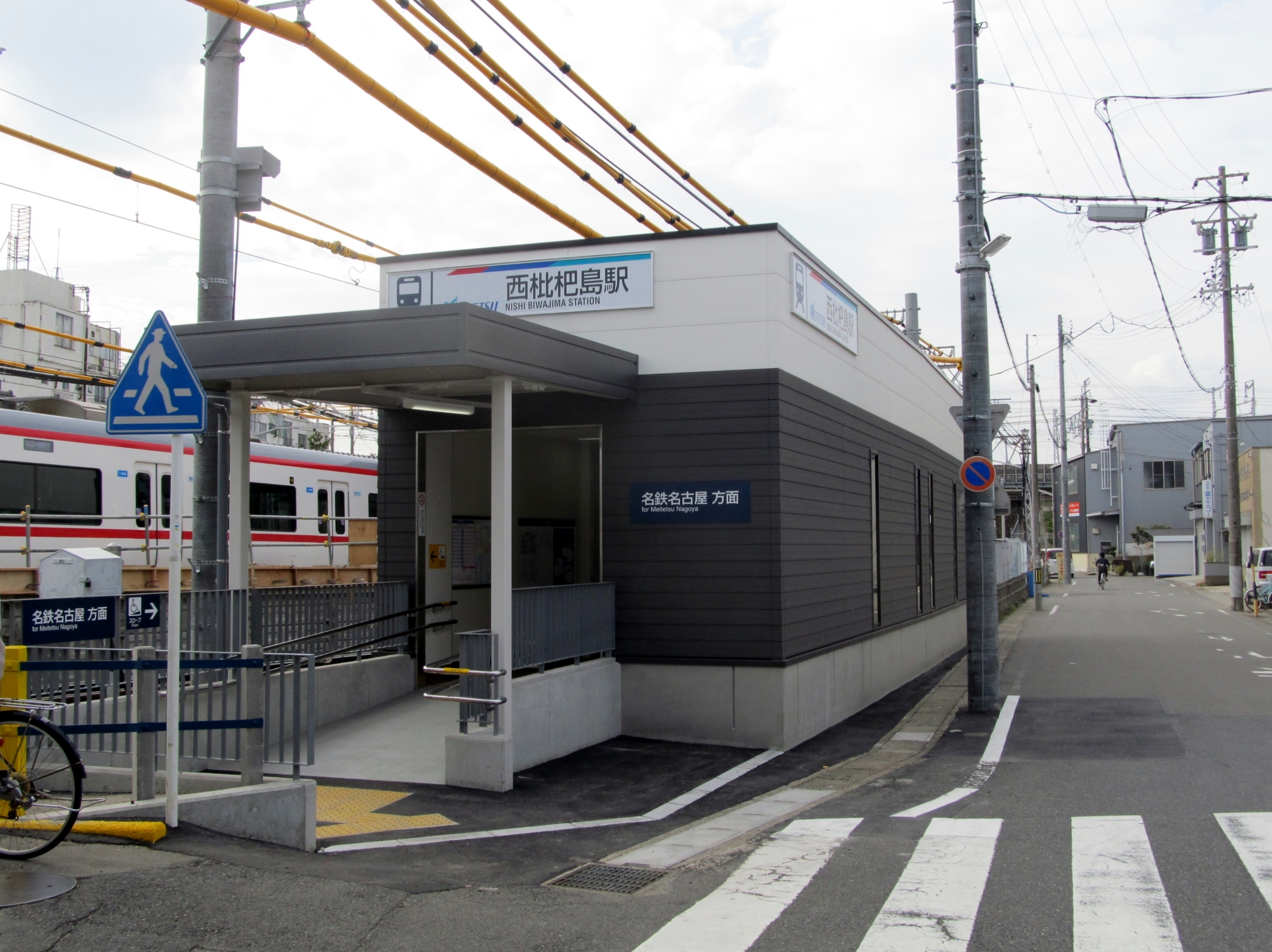
名鉄名古屋方面駅舎
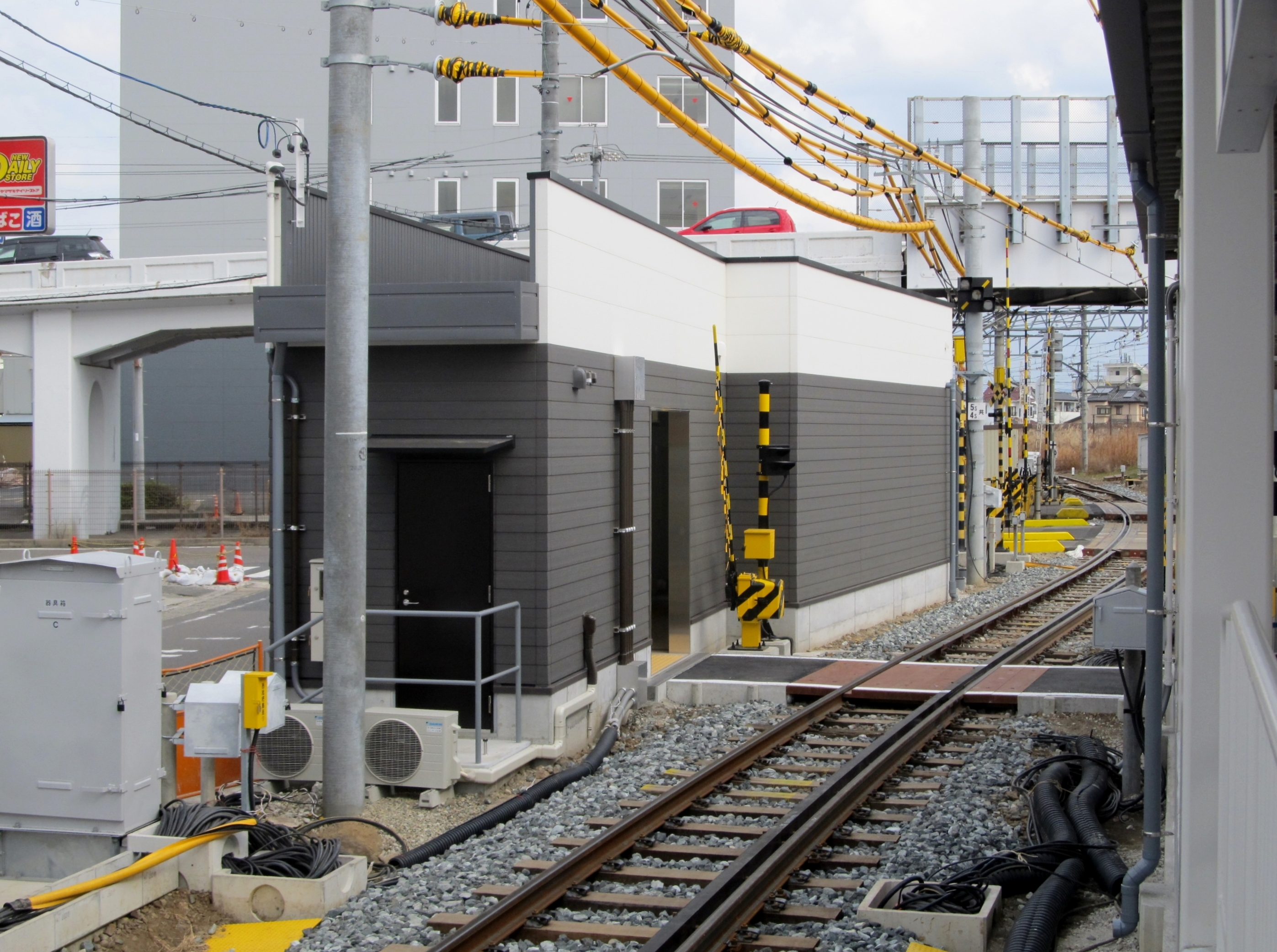
デルタ線に繋がる線路と構内踏切
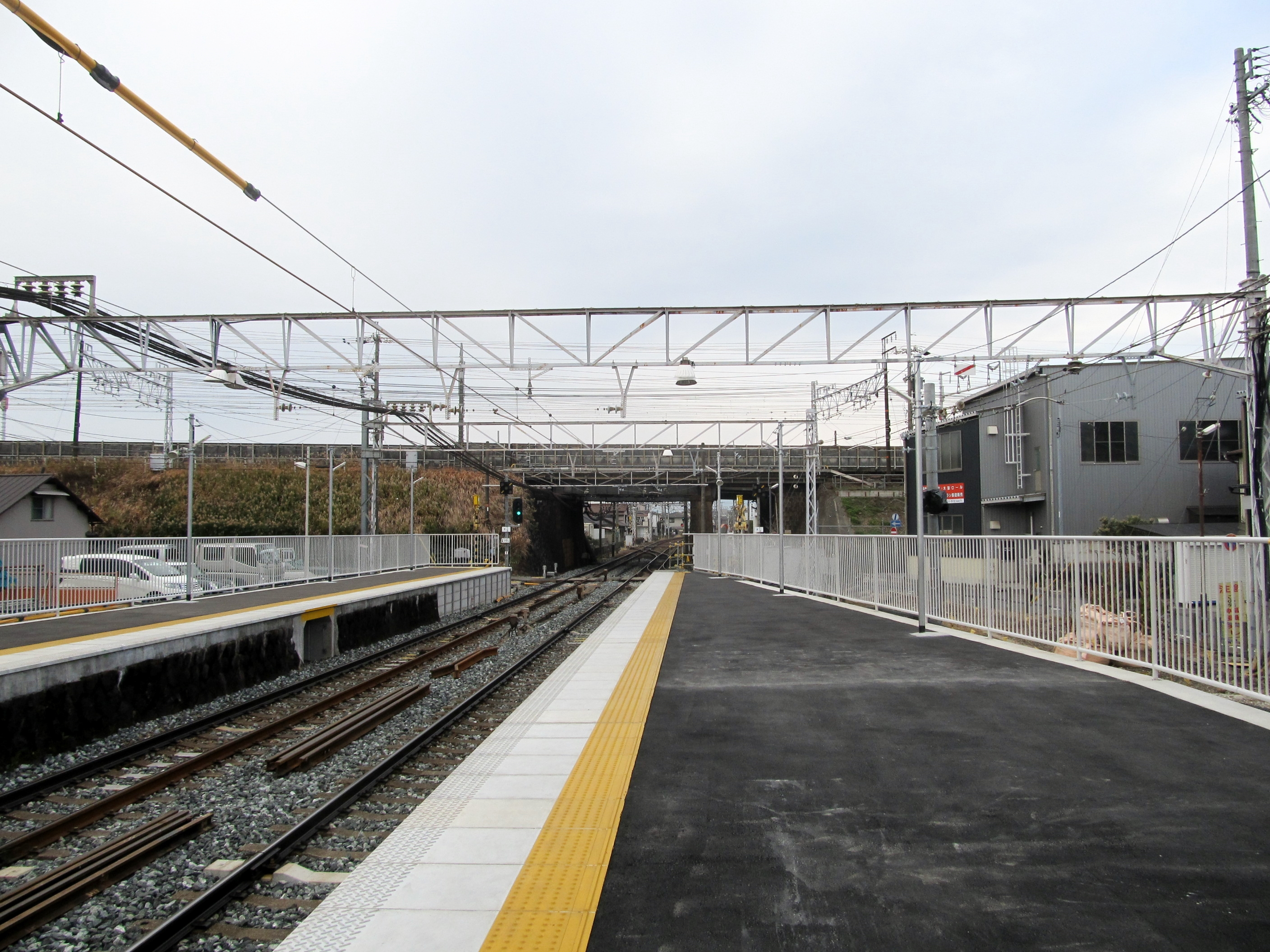
ホーム
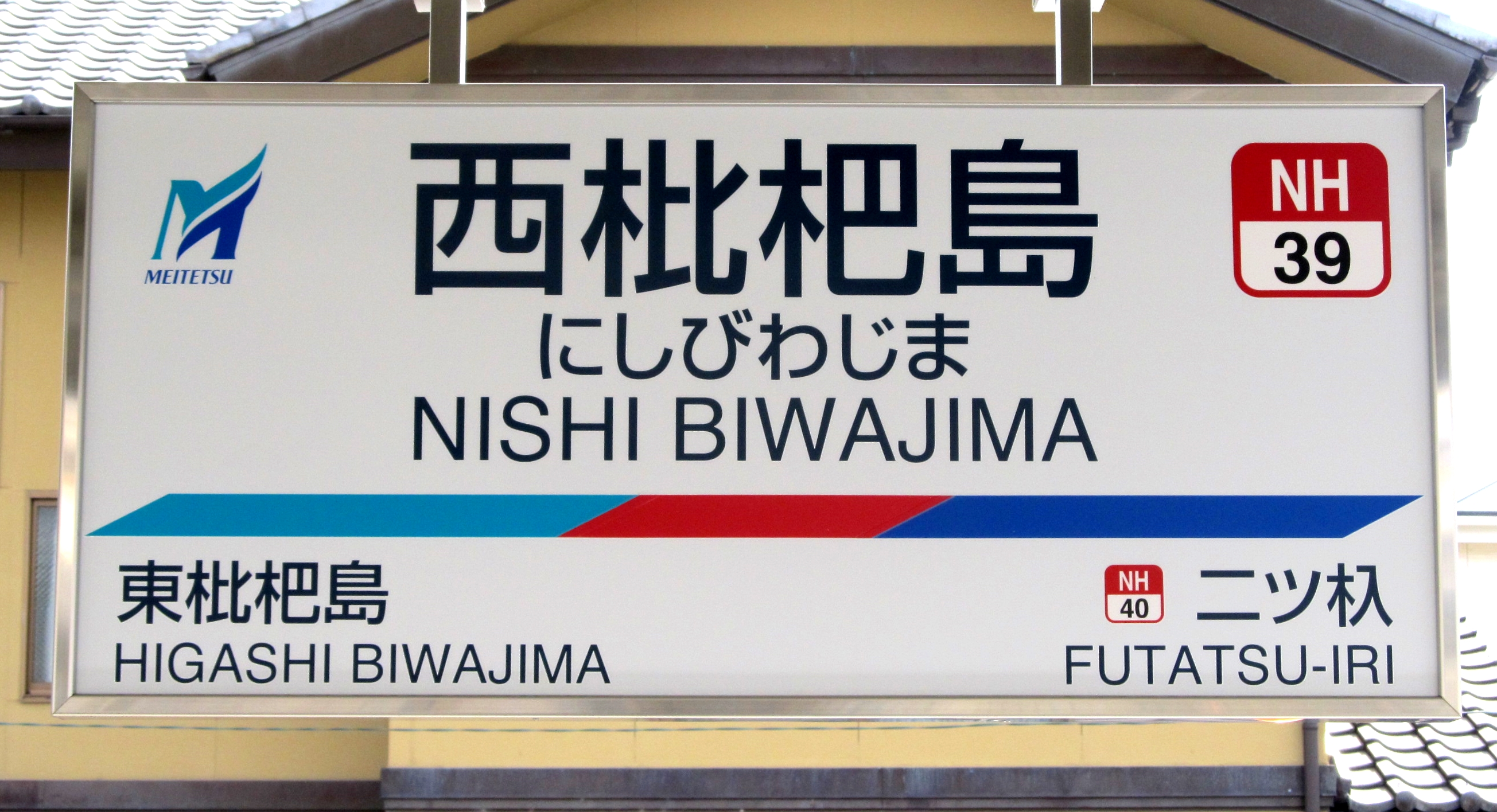
駅名標

### 配線図
|            | ↑ 名古屋本線 名古屋方面           |                             |
|            | 西枇杷島駅 構内配線略図（2020年） | → 名古屋本線 一宮・岐阜方面 |
|            | ↓ 犬山線 岩倉・犬山方面           |                             |
| 凡例 出典: |                                   |                             |

### 2面4線時代
全長80m、全幅4mほどの狭小なホームには駅名標と非常通報ボタンしかなく、安全上の理由から停車列車の発着時以外はホーム上に立ち入ることができなかった。そのため、列車が到着する直前に運転担当の駅係員の案内によってホームに入ることになっていた。
| ホーム    | 路線          | 方向 | 行先                         |
| --------- | ------------- | ---- | ---------------------------- |
| (南側2線) | NH 名古屋本線 | 下り | 名鉄一宮・名鉄岐阜・津島方面 |
| (北側2線) | NH 名古屋本線 | 上り | 名鉄名古屋・金山方面         |

案内上ののりば番号は割り当てられてはいなかった。

待避線撤去前の駅構造
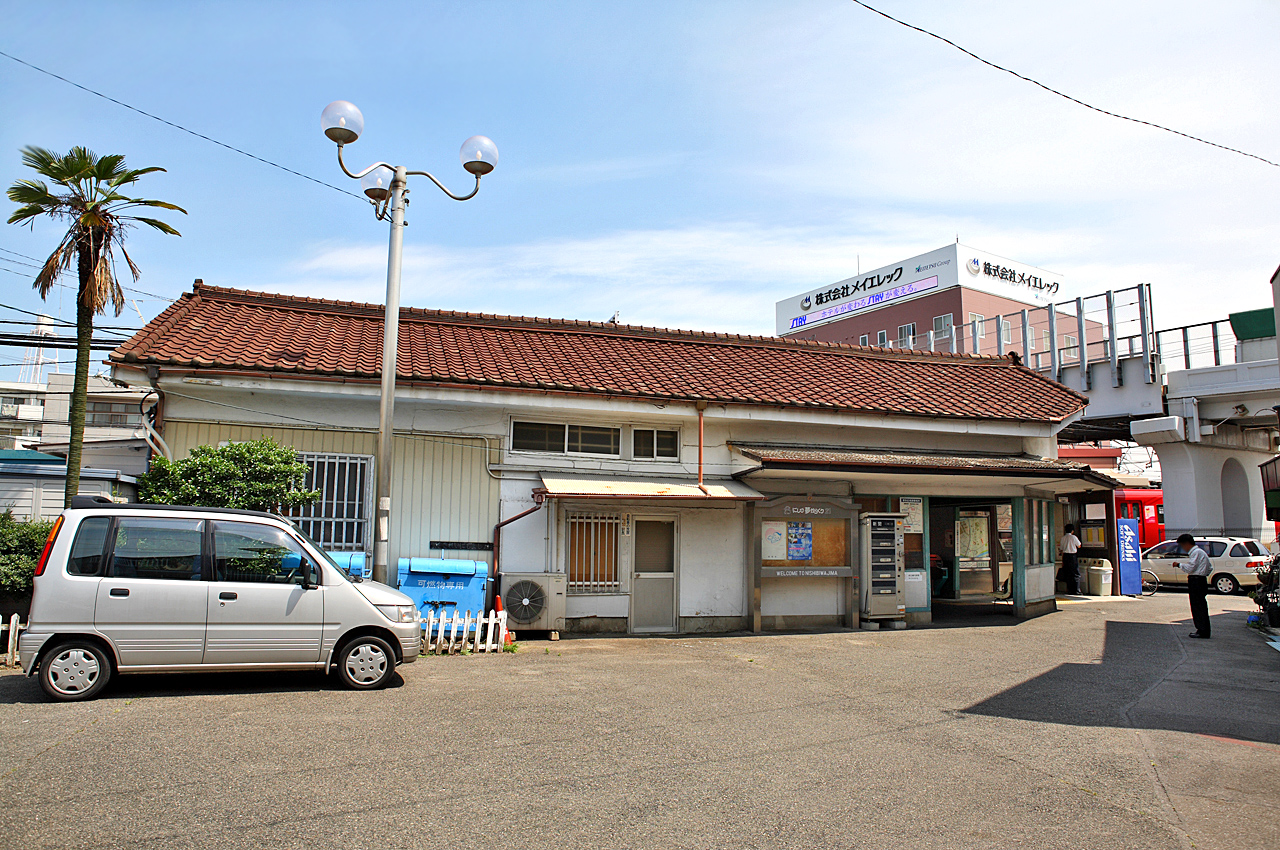
旧駅舎（2008年7月）
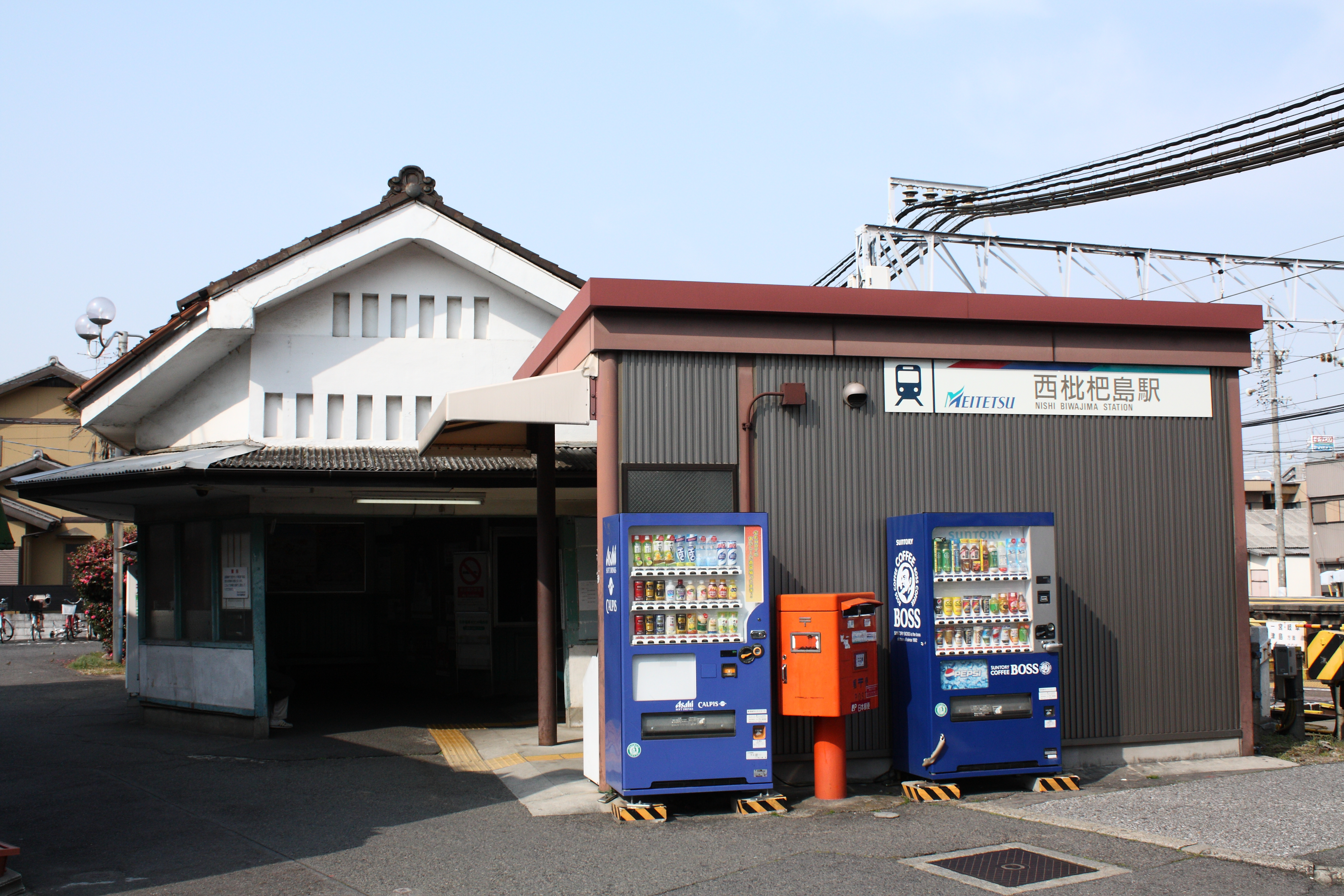
券売機小屋（2014年3月）
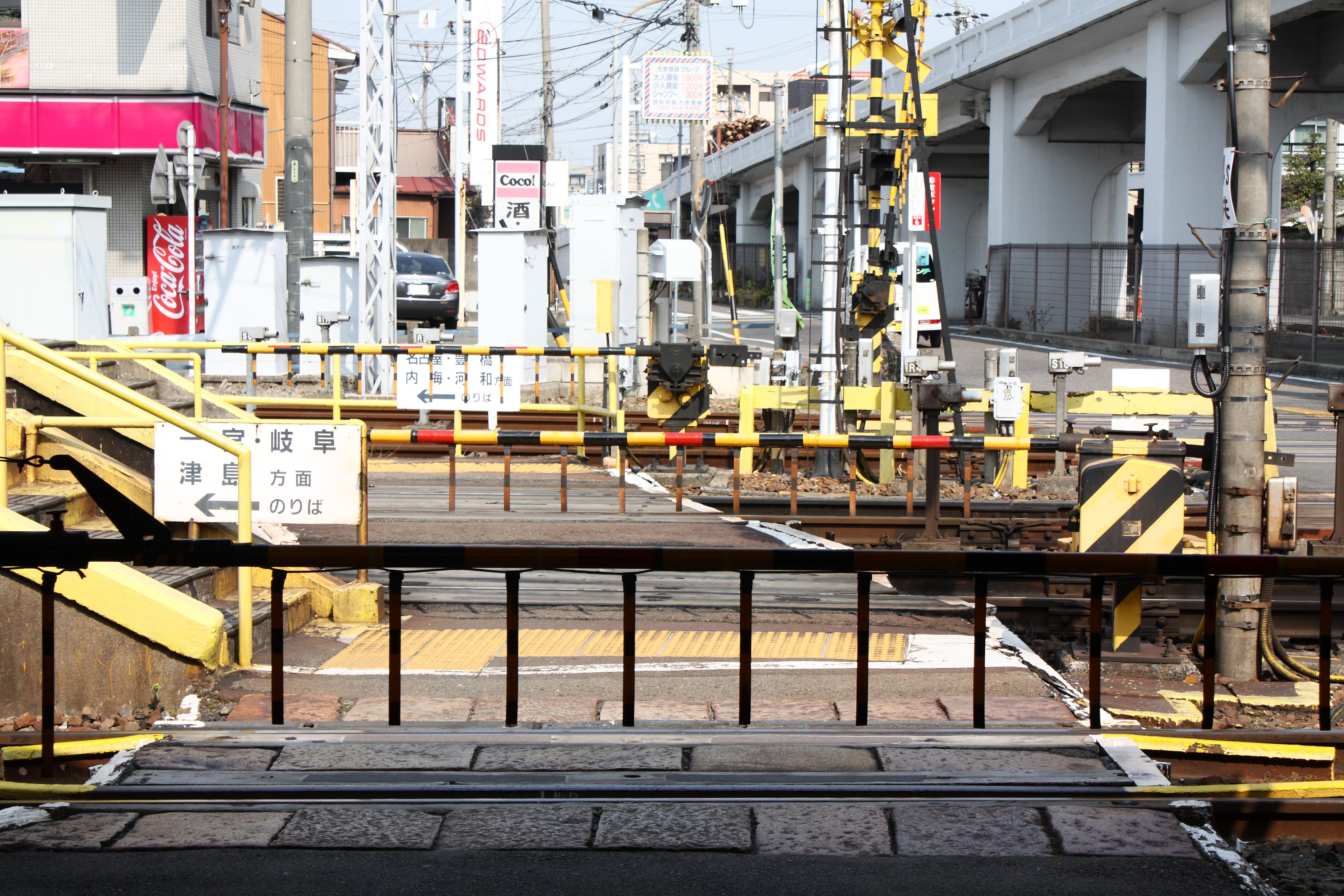
構内踏切（2014年3月）
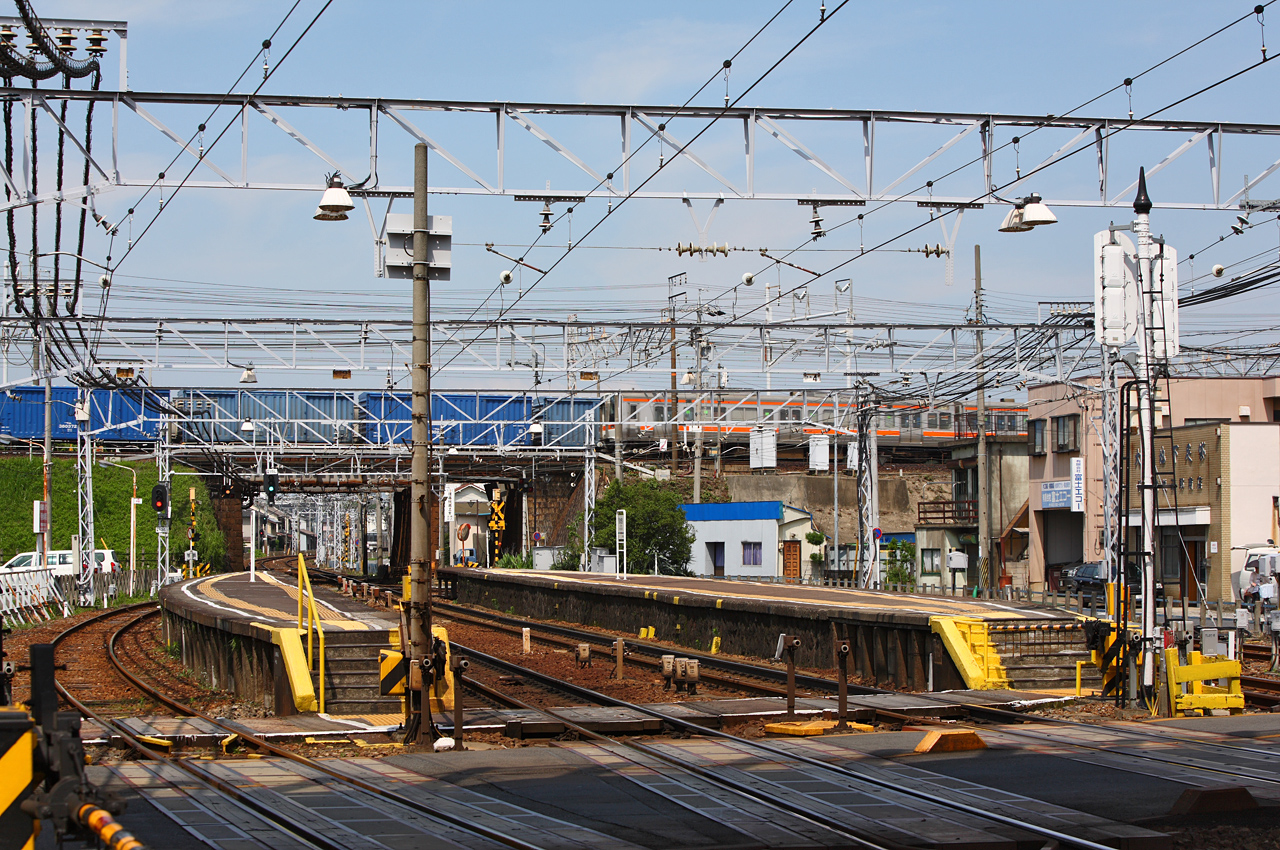
プラットホーム（2008年7月）

|            | ↑ 名古屋本線 名古屋方面           |                             |
|            | 西枇杷島駅 構内配線略図（2006年） | → 名古屋本線 一宮・岐阜方面 |
|            | ↓ 犬山線 岩倉・犬山方面           |                             |
| 凡例 出典: |                                   |                             |

## ダイヤ
準急の標準停車駅であった1980年（昭和55年）当時、西枇杷島駅には普通列車に加え朝夕ラッシュ時に毎時5本、昼間時でも毎時3本の準急が停車していた（1982年3月21日改正で須ヶ口駅 - 鳴海駅間の準急列車が削減され、以後パターンダイヤ上の準急は津島線直通の毎時2本のみとなった）。当時は普通停車駅であった二ツ杁駅の停車本数は少なく、国鉄枇杷島駅も昼間時は毎時1 - 2本程度の停車本数であったため、現在とは対照的に西枇杷島駅の停車本数が町内で最も多く、西枇杷島町の中心駅として機能していた。
しかし1987年のダイヤ改正で二ツ杁駅が準急停車駅に昇格すると西枇杷島・二ツ杁両駅の立場が逆転し、当駅の停車本数は激減する。また、枇杷島駅も国鉄分割民営化に先んじて行われた増発で停車本数を（昼間時）毎時3 - 4本に増やしており、周辺駅の利便性向上に逆行した当駅のローカル化が際立つ結果となった。この状況は現在まで続いており、現行ダイヤでも当駅には昼間時上下毎時2本の普通列車しか停車しないのに対し、周辺駅（二ツ杁駅、犬山線下小田井駅、JR枇杷島駅）は毎時4本程度の停車本数が確保されている（2021年改正から2023年改正までの間、一部時間帯の普通列車が増発され停車本数が毎時4本となっていた）。
| 年     | 名鉄 西枇杷島駅 | 名鉄 西枇杷島駅 | 名鉄 西枇杷島駅 | 名鉄 西枇杷島駅 | 名鉄 二ツ杁駅 | 名鉄 二ツ杁駅 | 名鉄 二ツ杁駅 | 名鉄 二ツ杁駅 | 国鉄・JR 枇杷島駅 | 国鉄・JR 枇杷島駅 | 国鉄・JR 枇杷島駅 | 国鉄・JR 枇杷島駅 |
| 年     | 上り            | 下り            | 計              | 乗車人員        | 上り          | 下り          | 計            | 乗車人員      | 上り              | 下り              | 計                | 乗車人員          |
| ------ | --------------- | --------------- | --------------- | --------------- | ------------- | ------------- | ------------- | ------------- | ----------------- | ----------------- | ----------------- | ----------------- |
| 1980年 | 95 (--)         | 94 (--)         | 189 (--)        | 3,148           | --            | --            | 83 (--)       | 1,399         | 36                | 36                | 72                | 1,127             |
| 1987年 | 77 (38)         | 84 (45)         | 161 (83)        | 2,356           | 40 (01)       | 40 (01)       | 80 (02)       | 1,221         | 80                | 71                | 151               | 1,683             |
| 1988年 | 41 (01)         | 42 (01)         | 83 (02)         | 1,514           | 78 (38)       | 84 (43)       | 162 (81)      | 2,014         | 82                | 77                | 159               | 1,974             |
| 1992年 | 42 (01)         | 42 (01)         | 84 (02)         | 913             | 78 (37)       | 73 (32)       | 151 (69)      | 2,576         | 79                | 81                | 160               | 2,832             |

出典：『西枇杷島町史 続編』、名鉄時刻表各号、交通公社の時刻表各号
* 名鉄駅の(0) は総数のうち急行・準急の停車本数（1980年は本数不詳）。枇杷島駅は普通列車のみ。
* 乗車人員は愛知県統計年鑑各号より一日平均値。

## 利用状況
典型的な通勤小駅であるが、駅間距離が短いため他駅（東枇杷島駅、二ツ杁駅、犬山線下小田井駅、JR・TKJ線枇杷島駅）が近接しており、駅勢圏は数百メートルと狭い。
- 移動等円滑化取組報告書によると、2020年度当時の1日平均乗降人員は493人であった[35]。
- 『名鉄120年：近20年のあゆみ』によると2013年度当時の1日平均乗降人員は830人であり、この値は名鉄全駅（275駅）中240位、名古屋本線（60駅）中53位であった[36]。
- 『名古屋鉄道百年史』によると1992年度当時の1日平均乗降人員は1,830人であり、この値は岐阜市内線均一運賃区間内各駅（岐阜市内線・田神線・美濃町線徹明町駅 - 琴塚駅間）を除く名鉄全駅（342駅）中179位、 名古屋本線（61駅）中43位であった[37]。

『愛知県統計書』、『愛知県統計年鑑』各号によると、一日平均乗車人員の推移は以下の通りである。
| 年                 | 総数  | 定期 | 備考                            |
| ------------------ | ----- | ---- | ------------------------------- |
| 1914（大正03）年度 | 86    |      | [ 38 ]                          |
| 1915（大正04）年度 | 96    |      | [ 39 ]                          |
| 1916（大正05）年度 | 102   |      | [ 40 ]                          |
| 1917（大正06）年度 | 118   |      | [ 41 ]                          |
| 1918（大正07）年度 | 140   |      | [ 42 ]                          |
| 1919（大正08）年度 | 175   |      | [ 43 ]                          |
| 1920（大正09）年度 | 221   |      | [ 44 ]                          |
| 1921（大正10）年度 | 231   |      | [ 45 ]                          |
| 1922（大正11）年度 |       |      |                                 |
| 1923（大正12）年度 |       |      |                                 |
| 1924（大正13）年度 |       |      |                                 |
| 1925（大正14）年度 |       |      |                                 |
| 1926（大正15）年度 |       |      |                                 |
| 1927（昭和02）年度 | 635   |      | [ 46 ]                          |
| 1928（昭和03）年度 |       |      |                                 |
| 1929（昭和04）年度 |       |      |                                 |
| 1930（昭和05）年度 |       |      |                                 |
| 1931（昭和06）年度 |       |      |                                 |
| 1932（昭和07）年度 |       |      |                                 |
| 1933（昭和08）年度 |       |      |                                 |
| 1934（昭和09）年度 |       |      |                                 |
| 1935（昭和10）年度 |       |      |                                 |
| 1936（昭和11）年度 |       |      |                                 |
| 1937（昭和12）年度 |       |      |                                 |
| 1938（昭和13）年度 |       |      |                                 |
| 1939（昭和14）年度 |       |      |                                 |
| 1940（昭和15）年度 |       |      |                                 |
| 1941（昭和16）年度 |       |      |                                 |
| 1942（昭和17）年度 |       |      |                                 |
| 1943（昭和18）年度 |       |      |                                 |
| 1944（昭和19）年度 |       |      |                                 |
| 1945（昭和20）年度 |       |      |                                 |
| 1946（昭和21）年度 |       |      |                                 |
| 1947（昭和22）年度 |       |      |                                 |
| 1948（昭和23）年度 |       |      |                                 |
| 1949（昭和24）年度 | *479  |      | 期間は1949年5月 - 1950年4月末   |
| 1950（昭和25）年度 | *1849 |      | 期間は1949年11月 - 1950年10月末 |
| 1951（昭和26）年度 | *2381 |      | [ 49 ]                          |
| 1952（昭和27）年度 | 2147  |      | [ 50 ]                          |
| 1953（昭和28）年度 | 2130  |      | [ 51 ]                          |
| 1954（昭和29）年度 | 2395  |      | [ 52 ]                          |
| 1955（昭和30）年度 | 2329  |      | [ 53 ]                          |
| 1956（昭和31）年度 | 2614  |      | [ 54 ]                          |
| 1957（昭和32）年度 | 2841  |      | [ 55 ]                          |
| 1958（昭和33）年度 |       |      |                                 |
| 1959（昭和34）年度 |       |      |                                 |
| 1960（昭和35）年度 |       |      |                                 |
| 1961（昭和36）年度 |       |      |                                 |
| 1962（昭和37）年度 |       |      |                                 |
| 1963（昭和38）年度 |       |      |                                 |
| 1964（昭和39）年度 |       |      |                                 |
| 1965（昭和40）年度 |       |      |                                 |
| 1966（昭和41）年度 |       |      |                                 |
| 1967（昭和42）年度 |       |      |                                 |
| 1968（昭和43）年度 |       |      |                                 |
| 1969（昭和44）年度 |       |      |                                 |
| 1970（昭和45）年度 |       |      |                                 |
| 1971（昭和46）年度 |       |      |                                 |
| 1972（昭和47）年度 |       |      |                                 |
| 1973（昭和48）年度 |       |      |                                 |
| 1974（昭和49）年度 |       |      |                                 |
| 1975（昭和50）年度 |       |      |                                 |
| 1976（昭和51）年度 |       |      |                                 |
| 1977（昭和52）年度 |       |      |                                 |
| 1978（昭和53）年度 | 3227  | 2120 | [ 56 ]                          |
| 1979（昭和54）年度 | 3117  | 2030 | [ 57 ]                          |
| 1980（昭和55）年度 | 3148  | 2048 | [ 22 ]                          |
| 1981（昭和56）年度 | 3085  | 2029 | [ 58 ]                          |
| 1982（昭和57）年度 | 3023  | 1991 | [ 59 ]                          |
| 1983（昭和58）年度 | 2873  | 1947 | [ 60 ]                          |
| 1984（昭和59）年度 | 2804  | 1899 | [ 61 ]                          |
| 1985（昭和60）年度 | 2763  | 1869 | [ 62 ]                          |
| 1986（昭和61）年度 | 2661  | 1776 | [ 63 ]                          |
| 1987（昭和62）年度 | 2356  | 1606 | [ 24 ]                          |
| 1988（昭和63）年度 | 1514  | 1013 | [ 26 ]                          |
| 1989（平成元）年度 | 1234  | 793  | [ 64 ]                          |
| 1990（平成02）年度 | 1091  | 709  | [ 65 ]                          |
| 1991（平成03）年度 | 1006  | 640  | [ 66 ]                          |
| 1992（平成04）年度 | 913   | 563  | [ 28 ]                          |
| 1993（平成05）年度 | 860   | 519  | [ 67 ]                          |
| 1994（平成06）年度 | 828   | 492  | [ 68 ]                          |
| 1995（平成07）年度 | 750   | 440  | [ 69 ]                          |
| 1996（平成08）年度 | 736   | 423  | [ 70 ]                          |
| 1997（平成09）年度 | 704   | 395  | [ 71 ]                          |
| 1998（平成10）年度 | 647   | 358  | [ 72 ]                          |
| 1999（平成11）年度 | 608   | 337  | [ 73 ]                          |
| 2000（平成12）年度 | 601   | 315  | [ 74 ]                          |
| 2001（平成13）年度 | 560   | 302  | [ 75 ]                          |
| 2002（平成14）年度 | 531   | 286  | [ 76 ]                          |
| 2003（平成15）年度 | 514   | 280  | [ 77 ]                          |
| 2004（平成16）年度 | 467   | 243  | [ 78 ]                          |
| 2005（平成17）年度 | 449   | 227  | [ 79 ]                          |
| 2006（平成18）年度 | 431   | 213  | [ 80 ]                          |
| 2007（平成19）年度 | 415   | 209  | [ 81 ]                          |
| 2008（平成20）年度 | 425   | 217  | [ 82 ]                          |
| 2009（平成21）年度 | 413   | 218  | [ 83 ]                          |
| 2010（平成22）年度 | 441   | 241  | [ 84 ]                          |

* 千人単位からの概算値

## 駅周辺
駅のすぐ西側をJR東海道本線・東海道新幹線のガードが横切っている。
東側の陸橋は、東枇杷島駅付近では高架で跨いだ愛知県道67号名古屋祖父江線・愛知県道190号名古屋一宮線（美濃街道、岐阜街道、鮎鮨街道、国道22号の旧道）である。

### 主な施設
- メイエレック 西枇杷島事業所
- 枇杷島駅（JR東海道本線・TKJ城北線）
- ナカモ 本社工場 - 愛知周辺では著名な味噌メーカー。味噌だれ「つけてみそかけてみそ」が主力商品。
- 清須市立西枇杷島小学校
- にしびさわやかプラザ
- 旧西枇杷島歩道橋跡 - 日本初の歩道橋

## 隣の駅
名古屋鉄道
NH 名古屋本線
□ミュースカイ・□快速特急・■特急・□快速急行・■急行・■準急
通過
■普通
東枇杷島駅（NH38） - （枇杷島分岐点） - 西枇杷島駅（NH39） - 二ツ杁駅（NH40）